# Кунчу
Кунчу, познат и као Кун опера или Кунчу Опера, један је од најстаријих постојећих облика кинеске опере. Развио се из локалне мелодије Куншан, и доминирао је кинеским позориштем од 16. до 18. века. Стил потиче из културног подручја Ву. УНЕСКО га је од 2001. године уврстио у списак као једно од ремек-дела усменог и нематеријалног наслеђа човечанства.

## Историја
Технике певања Кунчу је током династије Минг развио Веи Лиангфу у луци Таиканг, али повезане са песмама оближњег Куншана. Извођење Кунчуа уско је повезано са извођењем многих других стилова кинеског музичког позоришта, укључујући Пекиншку оперу, која садржи много репертоара Кунчуа. Појава chuanqi представа, које се обично певају у Кунчу, започела је „другу златну еру кинеске драме“. Трупе Кунчу доживеле су комерцијални пад крајем 19. века. Међутим, почетком 20. века филантропи су Кунчу поново успоставили као позоришни жанр који је накнадно субвенционисала комунистичка држава. Као и сви традиционални облици, Кунчу је претрпео неуспехе током Културне револуције и поново под приливом западне културе током реформе и политике отварања, да би доживео још већи препород у новом миленијуму. Данас, Кунчу се професионално обавља у седам великих кинеских градова: Пекинг (Северно Кунчу позориште), Шангај (Шангај Кунчу театар), Суџоу (Суџоу Кунчу театар), Нанкинг (Кун опера провинције Џангсу), Ченџоу (Хунан Кунчу театар), Венџоу (позориште Јонгџа Кунчу) и Хангџоу (позориште Кунчу провинције Шешанг), као и у Тајпеју. Непрофесионална оперска друштва активна су у многим другим градовима у Кини и иностранству, а оперске компаније повремено и путују.
Много је представа које су и данас познате, укључујући Павиљон божура и Обожаватељ цветова брескве, који су првобитно написани за сцену Кунчу. Поред тога, многи класични кинески романи и приче, попут Романса три краљевства, Водена маржа и Путовање на запад, врло рано су адаптирани у драмске комаде.
Мелодија или хармонија Кунчу једна је од Четири велике карактеристичне мелодије у кинеској опери.
У 2006. години, Чоу Бинг је био продуцент и уметнички директор за КунКу (Кун Опера) Sexcentenary. Освојио је изванредну награду за документарни филм ТВ Златни орао Кине; освојио је награду за ТВ Арт карактеристике, награду Старлајт за 2006. годину.

## Репертоар
- Павиљон божура
- Љубитељ цветова брескве
- Палата дугог живота
- Бела змија
- Западна палата
- Неправда нанесена Доу Е
- Змај

## Драмски аутори
- Tang Xianzu
- Kong Shangren
- Li Yu
- Hong Sheng
- Feng Menglong

## Извођачи
- Yu Zhenfei
- Zhang Jiqing
- Wang Shiyu
- Yue Meiti
- Liang Guyin
- Cai Zhengren
- Ji Zhenhua
- Hua Wenyi
- Qian Yi
- Yan Huizhu
- Zhang Jun